# Numb (песня Pet Shop Boys)
«Numb» — песня американской певицы Дайаны Уоррен, написанная для британской поп-группы Pet Shop Boys. Она была записана в 2003 году и должна была присутствовать на сборнике хитов дуэта PopArt, а затем выйти синглом, однако вышла только 16 октября 2006 года синглом с альбома Fundamental, достигшим 23-го места в британском музыкальном чарте (впервые появился там 28 октября, вторая неделя в чарте была и последней). «Numb» — второй сингл группы, не попавший в  верхнюю двадцатку британского хит-парада (первым был «Was It Worth It?»).

## Список композиций

### 7" Parlophone / R 6723 (UK)
1. «Numb» (Radio Edit) (3:27)
2. «Party Song» (3:44)

### 12" Parlophone / 12R 6723 (UK)
1. «Numb» (4:42)
2. «Numb» (Accapella)
3. «Psyhological» (Evan Pearson Vocal Mix) (8:33)

### 12" Parlophone / Remixes (UK)
1. «Psyhological» (Evan Pearson Vocal Mix) (8:33)
2. «Psyhological» (Evan Pearson Dub) (8:26)
3. «Minimal» (Radio Slave Mix) (9:06)

### CD Parlophone / CDR 6723 (UK)
1. «Numb» (Radio Edit) (3:27)
2. «West End Girls» (Live At Mermaid Theatre) (4:55)

### CD Parlophone / CDRS 6723 (UK)
1. «Numb» (Demo) (3:40)
2. «Party Song» (3:44)
3. «Bright Young Things» (4:57)
4. «Numb» (Video)